# Dendropsophus norandinus
Espèce
Dendropsophus norandinus est une espèce d'amphibiens de la famille des Hylidae.

## Répartition
Cette espèce est endémique du département d'Antioquia en Colombie. Elle se rencontre entre 1 420 et 1 950 m d'altitude. 

## Publication originale
- Rivera-Correa & Gutiérrez-Cárdenas, 2012 : A new highland species of treefrog of the Dendropsophus columbianus group (Anura: Hylidae) from the Andes of Colombia. Zootaxa, no 3486, p. 50-62.

## Sources
- (en) Amphibian Species of the World : Dendropsophus norandinus Rivera-Correa and Gutiérrez-Cárdenas, 2012 (consulté le 12 décembre 2014)